# لوروا براون (منافس ألعاب قوى)
لوروا براون (بالإنجليزية: Leroy Brown)‏ هو منافس ألعاب قوى أمريكي، ولد في 1902 في نيويورك في الولايات المتحدة، وتوفي في 21 أبريل 1970 في شارون ‏ في الولايات المتحدة.

## وصلات خارجية
- لوروا براون على موقع أوليمبيديا (الإنجليزية)